# Кадиркул
Кадирку́л (каз. Қадырқұл) — село у складі Акжаїцького району Західноказахстанської області Казахстану. Входить до складу Базартобинського сільського округу.
У радянські часи село називалось Кадирколь.
Населення — 178 осіб (2021; 341 у 2009, 329 у 1999, 260 у 1989).